# Winwick (Cambridgeshire)
Pour les articles homonymes, voir Winwick.
Winwick est une paroisse civile et un village du Cambridgeshire, en Angleterre.